# Языки Воеводины
Языки Воеводины — языки, распространённые в Воеводине.
Официальными языками автономного края Воеводина являются сербский, венгерский, словацкий, хорватский, румынский и русинский. Помимо них, в общине Бела Црква служебным является чешский, а в муниципалитете Панчево в деревне Иваново болгарский и деревне Ябука македонский языки.

## Исторический обзор

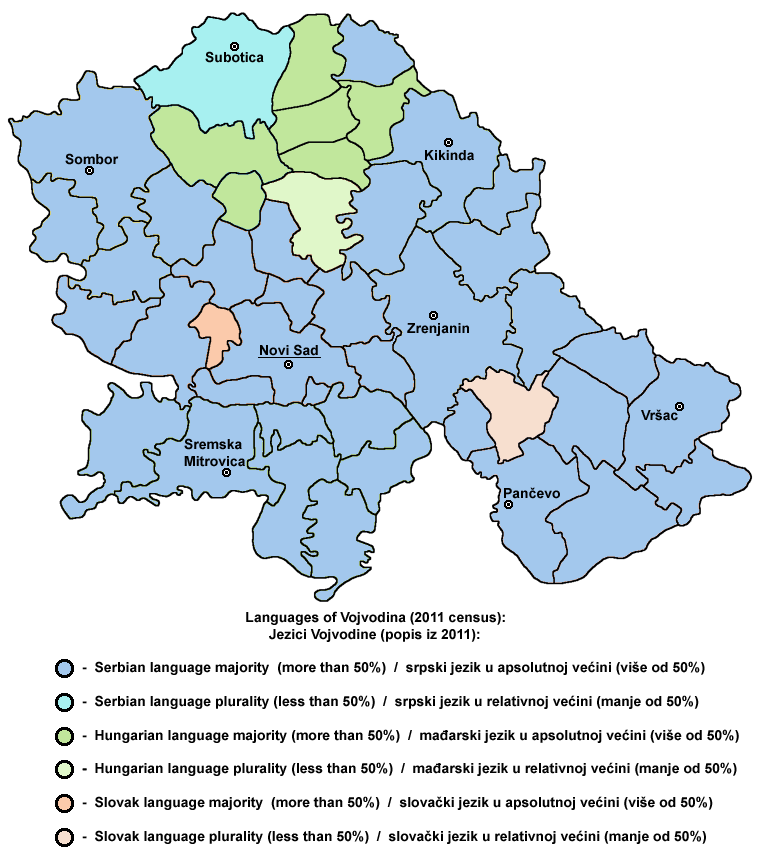
Языковая карта Воеводины по данным муниципалитета 2011 года

Неизвестно, на каких языках говорили на территории нынешней Воеводины во времена палеолита и неолита. Первые носители индоевропейских языков прибыли сюда в 4200 г. до н.э. и с тех пор, как появились первые письменные следы об этом регионе, есть записи о носителях различных индоевропейских языков, которые жили в этой области, включая носителей фракийской, иллирийской, кельтской, иранской и италийской ветвей индоевропейской языковой семьи.
Упадок Римской империи принесли в эту область носителей тюркских и германских языков. Носители южнославянских языков поселились в этом районе в VI веке, а носители венгерского языка появились в IX веке. Османское завоевание региона в XVI веке принесло в эту область носителей турецкого, цыганского и других языков. Завоевание Габсбургов в конце XVII и первой половине XVIII века принесло сюда носителей немецкого, словацкого, русинского, чешского, украинского и других языков. В последние годы растёт число носителей китайского языка.
Однако из-за турецкой оккупации, после переселения Сербов из Косово и Метохии в Южную Венгрию (сегодня Воеводина) в 1669 году из-за отсутствия сербских учителей, церковь пригласила русских учителей, которые привезли с собой церковные книги, написанные русским гражданским шрифтом, который в православных храмах балканских славян, сохранился до наших дней, с небольшими отличиями. Старославянский jat (Ѣ, ѣ) сербы произносят как e, je или ije. Однако и этот язык был непонятен народу, поэтому в его письменность и речь были внесены элементы национального сербского языка. Эта смесь известна в науке как славяносербский язык. Ученые люди в XVIII веке стали использовать его для написания литературных произведений, особенно стихов. Он оставался в употреблении в качестве официального литературного языка до конца XIX века.
Во время венгерского правления на территории Воеводины происходила реконструкция городских жилищ и экономический прогресс, последовавших за турецким вторжением в XVI веке. В районах, откуда бежало венгерское население, Турки заселяют деревни сербским и румынским населением, а города строятся в восточном стиле. В то время как Европа готовилась к революциям в середине XIX века, Славяне в пределах Габсбургской монархии были вовлечены в масштабную языковую революцию. К тому времени уже идёт и борьба Вука Караджича за введение национального языка в качестве стандартного сербского.
Джуро Даничич является одним из семи подписавших Венское литературное соглашение, которое должно было образовать сербскохорватский литературный язык. Он опубликовал первую крупную научную работу, которая стала поворотным моментом в реформе сербского языка, «Война за сербский язык и правописание» в 1847 году. Это свидетельствовало о том, что реформа Вука действительно началась, и 1847 год считается годом победы Вука.

### Перепись населения 2022 года
Согласно переписи 2022 года, родными языками для жителей Воеводины, были:
- Сербский: 1 329 899 (76.42%)
- Венгерский: 169 518 (9.74%)
- Словацкий: 37 053 (2.13%)
- Цыганский: 22 891 (1.32%)
- Румынский: 18 038 (1.04%)
- Хорватский: 9 298 (0.53%)
- Русинский: 8 605 (0.49%)
- Русский: 4 226 (0.24%)
- Албанский: 3 666 (0.21%)
- Буневский: 3 297 (0.19%)
- Македонский: 2 346 (0.13%)
- Украинский: 958 (0.06%)
- Черногорский: 903 (0.05%)
- Немецкий: 733 (0.04%)
- Боснийский: 512 (0.03%)
- Болгарский: 400 (0.02%)
- Словенский: 348 (0.02%)
- Влашский: 140 (0.01%)
- Прочие: 19606 (1.13%)

## Использование языков меньшинств

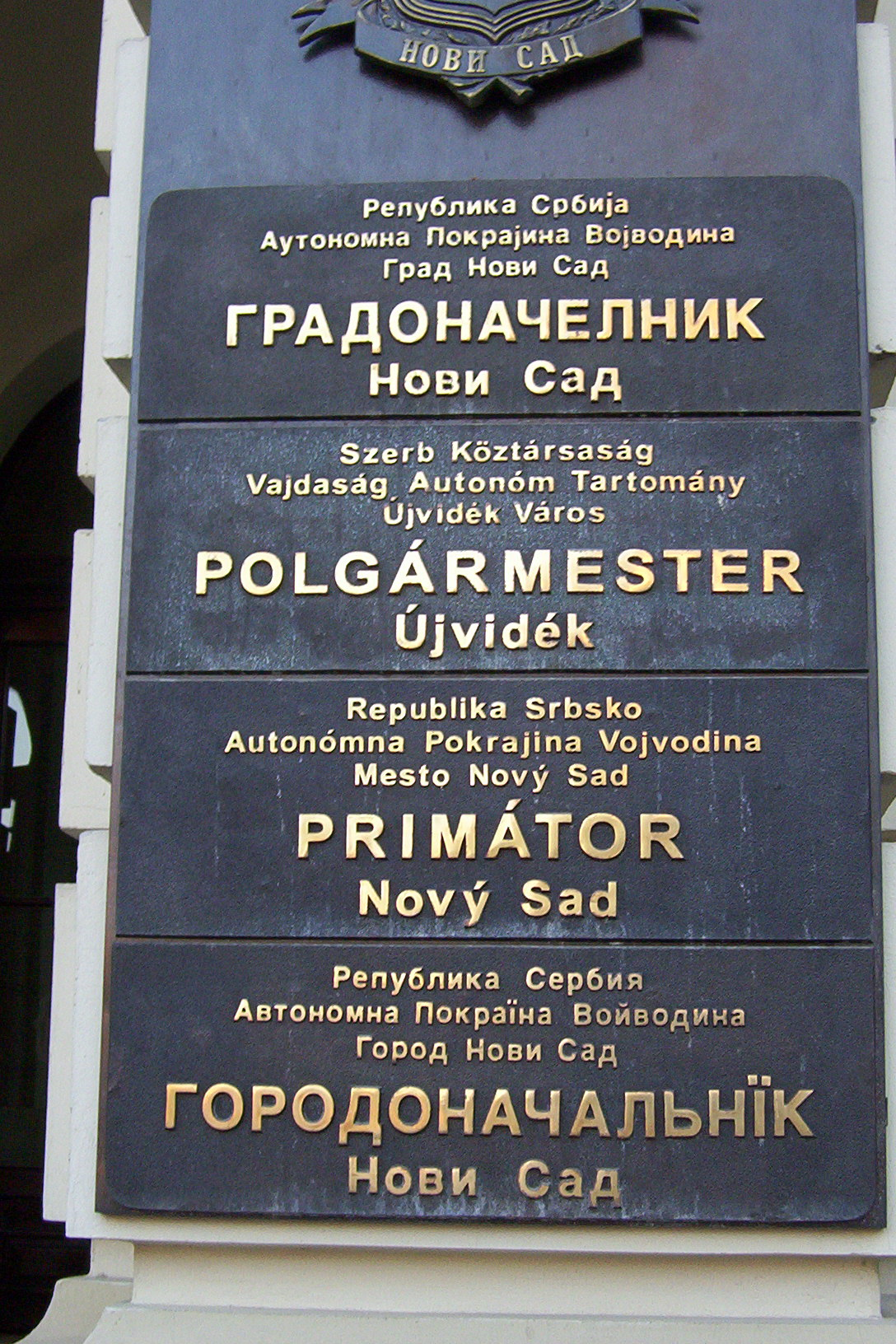
Мемориальная доска Ратуша (Нови-Сад) мэрией города Нови-Сад написана на четырёх официальных языках: сербском, венгерском, словацком и русинском

По количеству используемых официальных языков Воеводина как регион лидирует в Европе.
В Воеводине из 45 муниципалитетов и городов в 41 органе местного самоуправления официально используется язык меньшинства. Сегодня в Воеводине чуть меньше двух миллионов жителей, шесть официальных языков (сербский, венгерский, словацкий, хорватский, румынский, русинский) и 26 национальных меньшинств. Самым молодым в списке официальных языков является хорватский, который был «повышен» до официального в 2009 году Статутом Воеводины.
Исполнительный совет Автономного края Воеводины является учредителем и издателем газет на официальных языках: Dnevnik на сербском и Magyar Szó на венгерском — ежедневные газеты, а еженедельные газеты — Hrvatska riječ (хорватский), Hlas Ľudu (словацкий), Libertatea (румынский) и Руске слово (русинский).
Сербский язык с кириллицей официально используется во всех 45 муниципалитетах Воеводины. Венгерский язык официально используется в 29 муниципалитетах, словацкий — в 12, румынский — в 9, русинский — в 6, хорватский и чешский — в 1 муниципалитете (однако чешский язык не является официальным на провинциальном уровне).
Радио и телевидение Воеводины, общественный вещатель в крае, транслирует программы на 10 языках: сербском, венгерском, словацком, русинском, румынском, буневацком диалекте, украинском, цыганском, хорватском и македонском.
Воеводина в пределах своих полномочий поощряет и поддерживает сохранение и развитие многоязычия и культурного наследия национальных меньшинств, проживающих в нем национальных общностей, а особыми мерами и мероприятиями способствует взаимному знакомству и пониманию языков, культур и религий.

### Название автономного края на 6 языках
- сербский: Аутономна покрајина Војводина
- венгерский: Vajdaság Autonóm Tartomány
- словацкий: Autonómna pokrajina Vojvodina
- румынский: Provincia Autonomă Voivodina
- русинский: Автономна Покраїна Войводина
- хорватский: Autonomna Pokrajina Vojvodina